# Коллемболог
Коллемболог — учёный изучающий систематику, экологию, анатомию, физиологию, генетику (и другие исследования) коллембол (ногохвостоки; лат. Collembola).

## Коллемболы или ногохвостки

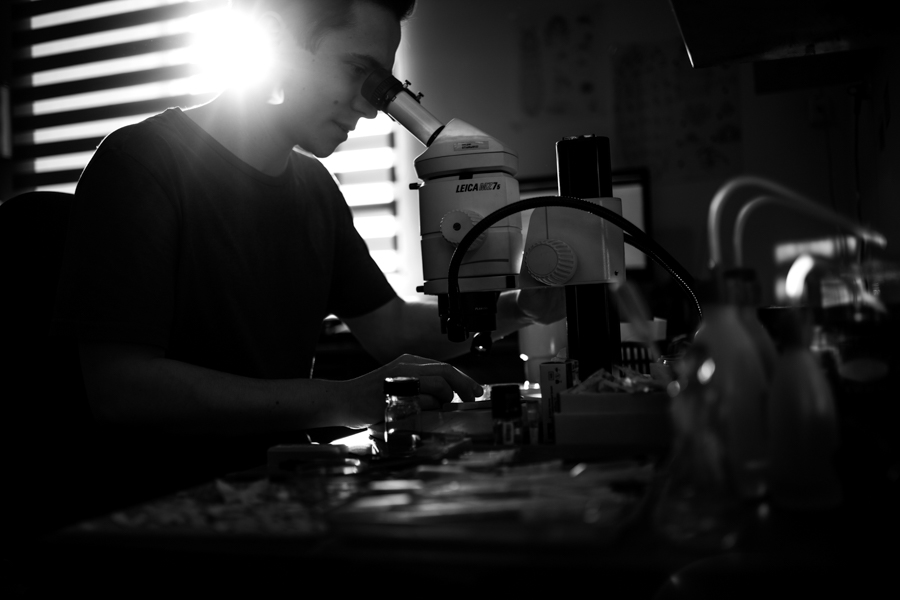
Работа коллемболога

Коллемболы — класс мелких членистоногих животных из надкласса (или подтипа) шестиногих. Первоначально таксон рассматривался как отряд первичнобескрылых насекомых, затем — как подкласс в классе скрытночелюстных.
Описано более 8 тысяч видов и несколько десятков ископаемых таксонов.

## Известные коллембологи

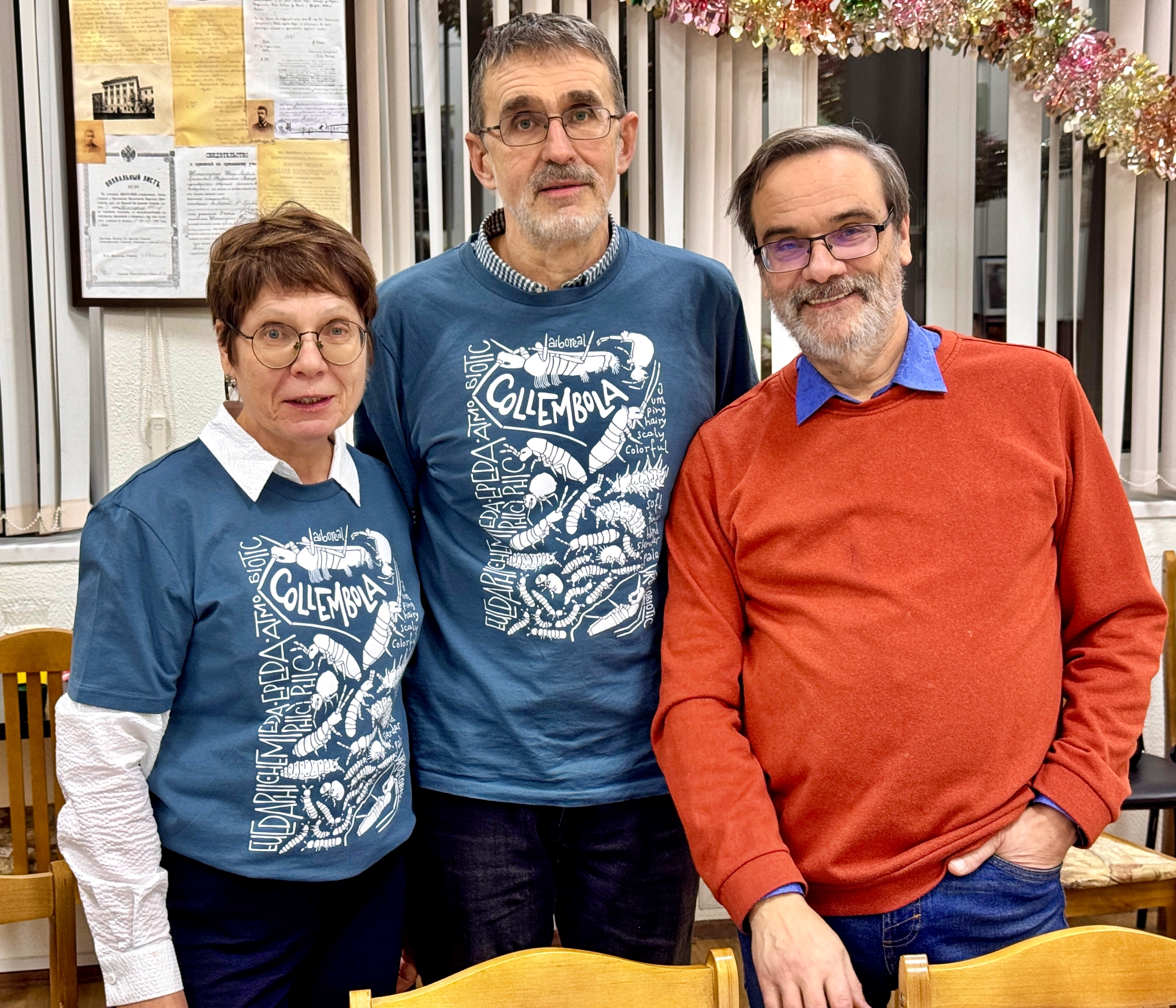
Коллембологи из Москвы, 2025

Коллембологи — это, как правило, почвенные зоологи изучающие мелких артропод (микроартроподы).
К 2024 году в мире работало около 250 коллембологов.
Среди авторов новых крупных таксонов:
- Бёрнер, Карл —  Börner (Carl Julius Bernhard Börner; 1880—1953)
- Вилем Виктор —  Willem (Victor Antoine Joseph Willem; 1866—1952)
- Гизин, Герман —  Gisin (Hermann Gisin; 1917—1967)
- Ёсии, Рёдзо —  Yosii (Riozo Yosii; 1914—1999)
- Карл, Иоганн —  Carl (Johann Carl; 1877—1944)
- Кристиансен, Кеннет —  Christiansen (Kenneth A. Christiansen; 1924—2017)
- Латрей, Пьер Андре —  Latreille (Pierre André Latreille; 1762—1833)
- Лебединский, Яков Никитич —  Lebedinsky (Lebedinsky Jakob Nikititsch; 1858-19??)
- Мартынова, Елена Фёдоровна —  Martynova (Elena Fedorovna Martynova; 1925—2003)
- Мочульский, Виктор Иванович —  Motschulsky (Motschulsky Victor Ivanovich; 1810—1871)
- Потапов, Михаил Борисович —  Potapov (Mikhail Borisovich Potapov; род. 1963)
- Стах, Ян —  Stach (Jan Wacław Stach; 1877—1975)
- Тульберг, Тюко —  Tullberg (Tycho Fredrik Hugo Tullberg; 1842—1920)
- Фьеллберг, Арне —  Fjellberg (Arne Fjellberg; род. 1946)

Категория:Коллембологи в Википедии.